# Rosemary Standley
Rosemary Standley (París, 1979) es una cantante franco-estadounidense. Desde 1999 es la cantante del grupo Moriarty, y también lidera varios proyectos en paralelo. Canta en diversos espectáculos musicales y ha grabado álbumes con The Lightnin 3, Dom La Nena y el conjunto Helstroffer.

## Biografía

### Juventud y formación musical
Rosemary Standley nació en París en 1979. Aunque residía en la capital de Francia, pasaba parte de sus vacaciones en Bretaña con sus abuelos maternos. Su madre, Sylvie L'Hénoret de Quimper, es editora de noticias y trabaja para el diario Le Monde. Fue en París donde conoció al padre de Rosemary, Wayne Standley, un músico folclórico de Ohio. Fue él quien introdujo a su hija al canto durante su infancia. Posteriormente, Rosemary Standley estudió artes visuales en la Sorbona y luego ingresó en el conservatorio del distrito 20 de París para estudiar canto lírico con Sylvie Sullé.

### Carrera musical

#### Moriarty
Rosemary Standley formó parte del grupo Johnny Cash Revival antes de unirse a Moriarty en 1999. Su primer álbum, Gee Whiz But This Is a Lonesome Town, fue publicado en 2007, vendió 150.000 copias.

#### Otras actividades musicales
Rosemary Standley canta en Private Domain, un espectáculo de la directora de orquesta Laurence Equilbey, bajo el seudónimo de Iko, que reúne a músicos de diferentes orígenes. El show fue creado en 2009 como parte de Printemps de Bourges. En 2010, Camille, Jeanne Cherhal, Emily Loizeau, Olivia Ruiz, La Grande Sophie y Rosemary Standley interpretaron juntas en Printemps de Bourges bajo el nombre de Les Françoises. Su espectáculo estuvo organizado por Édith Fambuena y dirigido por Juliette Deschamps.
Con Brisa Roché y Ndidi Onukwulu, participó en el proyecto The Lightnin. En 2012, el trío grabó Morning, Noon & Night, un álbum de versiones producido por Toby Dammit, e interpretaron en el Café de la Danse. En 2013, cantó en el programa musical A Queen of Heart dirigido por Juliette Deschamps. Se estrenó en septiembre en el Théâtre de la Bastille. La cantante y pianista Sylvain Griotto, que la acompañó, luego se fue de gira. Un nuevo álbum de versiones, titulado Birds on a Wire, grabado con la violonchelista brasileña Dom La Nena, fue publicado en 2014. Al año siguiente, Rosemary Standley grabó el álbum Love I Obey con el conjunto Helstroffer, que acompañó en la gira. En 2016 participó en el lanzamiento de dos álbumes: A queen of heart, con Sylvain Griotto y Juliette Deschamps y Zanz en Lanfer, con la Wati Watia Zorey Band, un proyecto en homenaje a Alain Péters, creado en particular con Marjolaine Karlin.
En 2019, interpretó y cantó en la obra de teatro Lewis versus Alice de Macha Makeïeff durante el Festival de Aviñón.
El 11 de septiembre de 2020 publicó el álbum Schubert in Love en colaboración con Johan Farjot, quien hizo los arreglos musicales; mientras Rosemary Standley realizó la parte lírica con la participación de la soprano Sandrine Piau en tres pistas.

## Discografía

### Álbumes

#### Con Moriarty
- 2007: Gee Whiz But This Is a Lonesome Town (Naïve Records)
- 2011: The Missing Room (Air Rytmo)
- 2013: Fugitives (Air Rytmo)
- 2015: Epitaph
- 2017: Echoes from the Borderline (en vivo)

#### The Lightnin 3
- 2012: Morning, Noon & Night (True Velvet Records)

#### Rosemary Standley & Dom La Nena
- 2014: Birds on a wire
- 2020: Ramages

#### Rosemary Standley & Helstroffer's Band
- 2015: Love I obey (Outhere, Alpha)

#### Rosemary Standley, Sylvain Griotto y Juliette Deschamps
- 2016: A queen of hearts (Jazz Village / Harmonia Mundi)

#### Wati Watia Zorey Band
La Wati Watia Zorey Band está formada por Rosemary Standley, Marjolaine Karlin, Arthur B Gillette, Thomas Puéchavy, Rémi Sciuto y Salvador Douézy. 
- 2016: Zanz in Lanfér (Air Rytmo)

### Participante
- 2013: Les Amants Parallèles de Vincent Delerm - Robes[13][14]
- 2013: Psychopharmaka de Rodolphe Burger[15]
- 2014: Histoire de J. de Jeanne Cherhal - Quand c'est non c'est non[16]
- 2016: Autour de Chet[17]
- 2017: Au café du canal (La Tribu de Pierre Perret) - L'Oiseau dans l'allée[18]
- 2019: Clameurs de Hamon Martin Quintet[19]
- 2021: La Chanson de Prévert en el álbum Les Pianos de Gainsbourg (André Manoukian)[20]